# 톰과 제리: 화성에 가다
《톰과 제리: 화성에 가다》(Tom and Jerry: Blast Off to Mars)은 2005년에 공개된 미국의 비디오 영화이다.

## 줄거리
톰은 평소처럼 제리를 집에서부터 마을을 가로질러 쫓다가 마침내 "국제 우주 기지"에 도착하는데, 이곳에서는 우주비행사 버즈 블리스터와 비프 버자드가 화성으로 향하고 있다. 이 과정에서 톰과 제리는 연설 도중 발견되는데(처음에는 톰이 무대 뒤에서 녹색 페인트를 맞아 외계인으로 오해받음), 직원들이 그들을 잡으려 하지만 톰만 붙잡혀 쫓겨난다.
탈수 식품 테스트 중, 제리가 실수로 컵을 쓰러뜨려 식품이 폭발적으로 사방에 흩어지게 된다. 곧 직원들이 제리를 잡으려 하지만, 오직 톰만이 그를 잡을 수 있다고 판단하여 톰을 기지로 다시 데려와 제리를 제거하는 임무를 부여한다. 추격 도중, 두 동물은 로켓에 올라타게 되고, 결국 화성에 도착하지만 톰과 제리는 그곳에 남겨진다.
피프라는 이름의 녹색 외계인 여성과 우부라는 외계 개, 그리고 세 명의 화성인이 도착하고, 제리는 화성인들의 소굴로 끌려가 "위대한 글룹"으로 오인받는다. 많은 소동과 제리가 위대한 글룹이 아니라는 발견 후, 톰, 제리, 피프는 비행접시를 탈취하여 지구로 돌아가 화성인들의 잠재적 공격에 대해 모두에게 경고하려 한다. 그들은 화성인들을 저지하는 데 성공하지만, "인빈스-어-트론"이라는 거대한 주황색 진공청소기 로봇이 결국 지구에 도착하여 그 진공청소기로 모든 사람을 빨아들이기 시작한다. 톰, 제리, 피프는 결국 뼈를 사용하여 스파이크를 로봇의 두뇌에 들어가게 하여 인빈스-어-트론을 오작동시켜 파괴한다.
사태 후, 톰과 제리는 인빈스-어-트론에 의한 지구 파괴를 막은 공로로 미국 대통령으로부터 험머를 보상으로 받는다. 그러나 그들이 차를 운전하기도 전에, 뼈의 파괴에 대한 복수를 맹세하는 스파이크가 조종하는 새롭게 수리된 인빈스-어-트론에 다시 공격당한다. 피프는 비행접시를 타고 날아와 제리를 구출하지만, 톰은 스파이크가 조종하는 인빈스-어-트론에 쫓기도록 남겨둔다. 에필로그에서, 비프와 버즈는 화성에 생명체가 없다고 거짓말한 벌로 엉망이 된 것을 청소하고 있으며, 그들은 곧 이에 대해 말다툼하고 싸우기 시작하는데, 한편 공포에 질린 톰은 여전히 스파이크가 조종하는 인빈스-어-트론에 쫓겨 석양 속으로 사라진다.

## 제작
영화의 감독이자 작가인 빌 코프에 따르면, 이 영화는 2003년에 《톰과 제리: 수퍼레이스》와 함께 구상되고 각본이 쓰였다. 2004년 11월 22일 비즈니스 와이어를 통해 발표되었다. 영화는 필리핀의 툰 시티에서 애니메이션 작업이 이루어졌다.

### 와이드스크린
이 영화는 와이드스크린으로 촬영된 최초의 《톰과 제리》 영화이자 고화질 형식으로 촬영된 첫 번째 영화였다. 다만 리전 1 DVD와 미국 버전의 부메랑은 전체 화면(이미지의 좌우를 잘라냄)으로 제공되었으나, 카메라가 이미지의 중앙에 직접 머물기 때문에 팬 앤 스캔 방식은 아니었다. 고화질로 촬영된 텔레비전 프로그램과 다른 고화질 영화들처럼, 애니메이션 팀이 작업했을 모니터에는 16:9와 4:3 안전 영역이 있어서 전체 화면 버전이 중요한 시각적 요소(예를 들어 캐릭터)를 너무 많이 잘라내지 않도록 했을 것이다. 그러나 이 영화는 미국의 카툰 네트워크에서 와이드스크린으로 방송되었으며 리전 A 블루레이에서는 와이드스크린으로 출시되었다.

## 평가
영화는 라디오 타임즈로부터 부정적인 평가를 받았는데, 두 개의 별을 주며 "캐릭터들이 약간 너무 날카롭게 그려졌고, 러닝타임이 원작 단편을 완벽하게 만들었던 페이싱에 비해 너무 길다"고 말했다. 스크린 랜트는 이 영화를 역대 최악의 톰과 제리 영화 중 하나로 꼽으며 "화성으로의 여정과 화성에서의 귀환이 두 개의 별도 영화로 만들어질 수 있었을 만큼 줄거리가 상당히 복잡한데, 이것이 아마도 낮은 점수를 받은 이유일 것"이라고 말했다. 2016년 "영화 속의 화성: 역사"라는 책에서 토마스 밀러는 이를 "완전히 무의미한" 작품이라고 묘사했다.
국제적으로도 이 영화는 좋지 않은 평가를 받았다. 노르웨이 신문 다그블라데트는 "톰과 제리가 일반 주방을 휩쓸고 다니는 이 영화의 첫 5분은 화성 여행과 그 모든 결과보다 훨씬 낫다"고 말했다. 독일 영화 리뷰 웹사이트 MDPress는 이 영화에 10점 만점에 6점을 주며, 어린이 만화의 맥락에서도 영화의 논리성 부족을 비판했다.
반대로, 커먼 센스 미디어의 르네 션필드는 5점 만점에 3점을 주며 긍정적인 평가를 내렸고 "이 프랜차이즈 작품은 일부보다 더 재미있으며 대부분보다 더 재치 있고 잘 발전된 스토리를 가지고 있다"고 말했다.